# Marvel vs. Capcom (serie)
Marvel vs. Capcom (en japonés: «マーヴル VS. カプコン» o «Māvuru tai Kapukon») es una serie de juegos de lucha creada por Capcom en el que los personajes creados por Marvel Comics y los personajes propios de Capcom aparecen juntos. Si bien fue la primera en torno a la serie VS. Capcom, el nombre de Marvel existe para distinguirla de la serie frente a otras de Capcom con SNK (Capcom vs. SNK), Tatsunoko Production (Tatsunoko vs. Capcom) y Namco Bandai Games (Namco x Capcom, Street Fighter X Tekken).
Los personajes de Marvel mostrados en estos juegos se basan a menudo en sus encarnaciones de sus series animadas de a principios de los 1990, (especialmente los X-Men), y fueron interpretados por los mismos actores de voz.

## Antecedentes y jugabilidad
La asociación entre Marvel y Capcom comenzó con el juego de arcade de 1993, llamado The Punisher, muy similar al juego de Capcom, Final Fight. Posteriormente en 1994 salió para la consola Super Nintendo Entertainment System, un videojuego de acción de desplazamiento lateral (side-scrolling) basado en la serie de los 90's, X-Men: La serie animada, llamado X-Men: Mutant Apocalypse, videojuego que sirvió de base para proyectos posteriores. Después de un tiempo muchos de los personajes y la mecánica de pelea usadas en los juegos fueron primeros refinadas y desarrolladas en dos juegos de pelea que Capcom había desarrollado, sirviendo estos como precursores de la serie: X-Men: Children of the Atom, que contó con personajes estrictamente del universo X-Men, y Marvel Super Heroes, que reunió al elenco de muchos personajes del universo Marvel (incluidos los X-Men). En base al segundo juego se creó en 1996 para SNES, otro videojuego side-scrolling basado en los acontecimientos de la serie de Marvel Comics, Guantelete Infinito y en Marvel Super Heroes, llamado Marvel Super Heroes: War of the Gems, juego que es considerado una secuela espiritual de X-Men: Mutant Apocalypse.
Aunque el concepto de la lucha en equipo no era nuevo, se perfeccionó con esta serie (aunque los fanes discutieron si esto fue para bien o para mal). Se creó un nuevo modo de lucha que usa el término «Aerial Rave» (el acto de realizar un combo mientras tu oponente sigue en el aire) y «La combinación de variables» (el acto de tener dos o más personajes en el mismo equipo para realizar sus combos hyper combos al mismo tiempo) se añadieron en esta serie.

## Juegos

### Relacionados
- The Punisher (1993, Arcade/Sega Genesis)
- X-Men: Mutant Apocalypse (1994, SNES)
- X-Men: Children of the Atom (1994, Arcade/Saturn/PlayStation)
- Marvel Super Heroes (1995, Arcade/Saturn/PlayStation)
- Marvel Super Heroes in War of the Gems (1996, SNES)

### Serie principal
| Año  | Título                                   | Plataforma(s)                                                                         |
| ---- | ---------------------------------------- | ------------------------------------------------------------------------------------- |
| 1996 | X-Men vs. Street Fighter                 | Arcade, Saturn, PlayStation                                                           |
| 1997 | Marvel Super Heroes vs. Street Fighter   | Arcade, Saturn, PlayStation                                                           |
| 1998 | Marvel vs. Capcom: Clash of Super Heroes | Arcade, Dreamcast, PlayStation                                                        |
| 2000 | Marvel vs. Capcom 2: New Age of Heroes   | Arcade, Dreamcast, PlayStation 2, Xbox                                                |
| 2011 | Marvel vs. Capcom 3: Fate of Two Worlds  | PlayStation 3, Xbox 360                                                               |
| 2011 | Ultimate Marvel vs. Capcom 3             | PlayStation 3, PlayStation Vita, Xbox 360, Microsoft Windows, PlayStation 4, Xbox One |
| 2012 | Marvel vs. Capcom Origins                | PlayStation 3, Xbox 360                                                               |
| 2017 | Marvel vs. Capcom: Infinite              | PlayStation 4, Xbox One, Microsoft Windows                                            |
| 2024 | Marvel vs. Capcom: Fighting Collection   | PlayStation 4, Xbox One, Nintendo Switch, Steam                                       |

## Personajes de Marvel
Si bien muchos personajes de Marvel han aparecido en varias sagas/franquicias de cómics, en la sección "origen" se incluirá solo la serie principal del respectivo personaje.

### Jugables
| Nombre          | Origen                  | XvSF         | MSHvSF           | MvC          | MvC2 | MvC3         | UMvC3        | MvCI |
| --------------- | ----------------------- | ------------ | ---------------- | ------------ | ---- | ------------ | ------------ | ---- |
| Captain America | The Avengers            | No           | Sí               | Sí           | Sí   | Sí           | Sí           | Sí   |
| Black Panther   | The Avengers            | No           | No               | No           | No   | No           | No           | Sí   |
| Black Widow     | The Avengers            | No           | No               | No           | No   | No           | No           | Sí   |
| Capitana Marvel | The Avengers            | No           | No               | No           | No   | No           | No           | Sí   |
| Hawkeye         | The Avengers            | No           | No               | No           | No   | Sí           | Sí           | Sí   |
| Hulk            | The Avengers            | No           | Sí               | Sí           | Sí   | Sí           | Sí           | Sí   |
| Iron Man        | The Avengers            | No           | No               | No           | Sí   | Sí           | Sí           | Sí   |
| M.O.D.O.K.      | The Avengers            | No           | No               | No           | No   | Sí           | Sí           | No   |
| She-Hulk        | The Avengers            | No           | No               | No           | No   | Sí           | Sí           | No   |
| Taskmaster      | The Avengers            | No           | No               | No           | No   | Sí           | Sí           | No   |
| Thanos          | The Avengers            | No           | No               | No           | Sí   | No           | No           | Sí   |
| Thor            | The Avengers            | No           | No               | No           | No   | Sí           | Sí           | Sí   |
| Ultron          | The Avengers            | No           | No               | No           | No   | No           | No           | Sí   |
| U.S. Agent      | The Avengers            | No           | Sí               | No           | No   | No           | No           | No   |
| War Machine     | The Avengers            | No           | No               | Sí           | Sí   | No           | No           | No   |
| Winter Soldier  | The Avengers            | No           | No               | No           | No   | No           | No           | Sí   |
| Doctor Strange  | Doctor Strange          | No           | No               | No           | No   | Sí           | Sí           | Sí   |
| Dormammu        | Doctor Strange          | No           | No               | No           | No   | Sí           | Sí           | Sí   |
| Shuma-Gorath    | Doctor Strange          | No           | Sí               | No           | Sí   | Sí           | Sí           | No   |
| Doctor Doom     | Fantastic Four          | No           | No               | No           | Sí   | Sí           | Sí           | Sí   |
| Galactus        | Fantastic Four          | No           | No               | No           | No   | (Jefe final) | (Jefe final) | No   |
| Super-Skrull    | Fantastic Four          | No           | No               | No           | No   | Sí           | Sí           | Sí   |
| Ghost Rider     | Ghost Rider             | No           | No               | No           | No   | Sí           | Sí           | Sí   |
| Blackheart      | Ghost Rider             | No           | Sí               | No           | Sí   | No           | No           | No   |
| Mephisto        | Ghost Rider             | No           | Sí               | No           | No   | No           | No           | No   |
| Gamora          | Guardians of the Galaxy | No           | No               | No           | No   | No           | No           | Sí   |
| Rocket Raccoon  | Guardians of the Galaxy | No           | No               | No           | No   | Sí           | Sí           | Sí   |
| Nova            | Guardians of the Galaxy | No           | No               | No           | No   | Sí           | Sí           | Sí   |
| Iron Fist       | Heroes for Hire         | No           | No               | No           | No   | Sí           | Sí           | No   |
| Spider-Man      | Spider-Man              | No           | Sí               | Sí           | Sí   | Sí           | Sí           | Sí   |
| Venom           | Spider-Man              | No           | No               | Sí           | Sí   | No           | No           | Sí   |
| Apocalypse      | X-Men                   | (Jefe final) | (Penúltimo jefe) | No           | No   | No           | No           | No   |
| Cable           | X-Men                   | No           | No               | No           | Sí   | No           | No           | No   |
| Colossus        | X-Men                   | No           | No               | No           | Sí   | No           | No           | No   |
| Cyclops         | X-Men                   | Sí           | Sí               | No           | Sí   | No           | No           | No   |
| Deadpool        | X-Men                   | No           | No               | No           | No   | Sí           | Sí           | Sí   |
| Gambit          | X-Men                   | Sí           | No               | Sí           | Sí   | No           | No           | No   |
| Iceman          | X-Men                   | No           | No               | No           | Sí   | No           | No           | No   |
| Juggernaut      | X-Men                   | Sí           | No               | No           | Sí   | No           | No           | No   |
| Magneto         | X-Men                   | Sí           | No               | No           | Sí   | Sí           | Sí           | Sí   |
| Marrow          | X-Men                   | No           | No               | No           | Sí   | No           | No           | No   |
| Omega Red       | X-Men                   | No           | Sí               | No           | Sí   | No           | No           | No   |
| Onslaught       | X-Men                   | No           | No               | (Jefe final) | No   | No           | No           | No   |
| Phoenix         | X-Men                   | No           | No               | No           | No   | Sí           | Sí           | Sí   |
| Psylocke        | X-Men                   | No           | No               | No           | Sí   | No           | No           | No   |
| Rogue           | X-Men                   | Sí           | No               | No           | Sí   | No           | No           | No   |
| Sabretooth      | X-Men                   | Sí           | No               | No           | Sí   | No           | No           | No   |
| Sentinel        | X-Men                   | No           | No               | No           | Sí   | Sí           | Sí           | Sí   |
| Silver Samurai  | X-Men                   | No           | No               | No           | Sí   | No           | No           | No   |
| Spiral          | X-Men                   | No           | No               | No           | Sí   | No           | No           | No   |
| Storm           | X-Men                   | Sí           | No               | No           | Sí   | Sí           | Sí           | Sí   |
| Wolverine       | X-Men                   | Sí           | Sí               | Sí           | Sí   | Sí           | Sí           | Sí   |
| X-23            | X-Men                   | No           | No               | No           | No   | Sí           | Sí           | Sí   |

### Cameos
| Nombre               | Origen                  | Cameo en |
| -------------------- | ----------------------- | -------- |
| Abomination          | The Avengers            |          |
| A.I.M.               | The Avengers            |          |
| Antman               | The Avengers            |          |
| Death                | The Avengers            |          |
| Destroyer            | The Avengers            |          |
| Echantress           | The Avengers            |          |
| Fin Fang Foom        | The Avengers            |          |
| Heimdall             | The Avengers            |          |
| Hela                 | The Avengers            |          |
| Loki                 | The Avengers            |          |
| Mandarin             | The Avengers            |          |
| Mockingbird          | The Avengers            |          |
| Ms. Marvel           | The Avengers            |          |
| Nick Fury            | The Avengers            |          |
| Red Skull            | The Avengers            |          |
| Rescue               | The Avengers            |          |
| Scarlet Witch        | The Avengers            |          |
| Tigra                | The Avengers            |          |
| Wasp                 | The Avengers            |          |
| Wonder Man           | The Avengers            |          |
| Bullseye             | Daredevil               |          |
| Daredevil            | Daredevil               |          |
| Elektra              | Daredevil               |          |
| The Hand             | Daredevil               |          |
| Clea                 | Doctor Strange          |          |
| Satannish            | Doctor Strange          |          |
| Doombot              | Fantastic Four          |          |
| Human Torch          | Fantastic Four          |          |
| Invisible Woman      | Fantastic Four          |          |
| Mr. Fantastic        | Fantastic Four          |          |
| Silver Surfer        | Fantastic Four          |          |
| The Thing            | Fantastic Four          |          |
| Uatu The Watcher     | Fantastic Four          |          |
| Oscar                | Fantastic Four          |          |
| Groot                | Guardians of the Galaxy |          |
| Colleen Wing         | Heroes for Hire         |          |
| Luke Cage            | Heroes for Hire         |          |
| Misty Knight         | Heroes for Hire         |          |
| Ka-Zar               | Ka-Zar                  |          |
| Shanna The She-Devil | Ka-Zar                  |          |
| Zabu                 | Ka-Zar                  |          |
| Blade                | Midnight Sons           |          |
| Living Mommy         | Midnight Sons           |          |
| Man-Thing            | Midnight Sons           |          |
| Morbius              | Midnight Sons           |          |
| Werewolf by Night    | Midnight Sons           |          |
| Doctor Octopus       | Spider-Man              |          |
| Anti-Venom           | Spider-Man              |          |
| Green Goblin         | Spider-Man              |          |
| Kingpin              | Spider-Man              |          |
| Robbie Robertson     | Spider-Man              |          |
| Archangel            | X-Men                   |          |
| Aurora               | X-Men                   |          |
| Banshee              | X-Men                   |          |
| Beast                | X-Men                   |          |
| Birdie               | X-Men                   |          |
| Daken                | X-Men                   |          |
| Dazzler              | X-Men                   |          |
| Domino               | X-Men                   |          |
| Dust                 | X-Men                   |          |
| Exodus               | X-Men                   |          |
| Fantomex             | X-Men                   |          |
| Jubilee              | X-Men                   |          |
| Lady Deathstrike     | X-Men                   |          |
| Malcolm Colcord      | X-Men                   |          |
| Master Mold          | X-Men                   |          |
| Matsu'o Tsurayaba    | X-Men                   |          |
| Mister X             | X-Men                   |          |
| Mojo                 | X-Men                   |          |
| Multiple Man         | X-Men                   |          |
| Mystique             | X-Men                   |          |
| Nightcrawler         | X-Men                   |          |
| Professor X          | X-Men                   |          |
| Reavers              | X-Men                   |          |
| Shaman               | X-Men                   |          |
| Sunfire              | X-Men                   |          |
| Death's Head         |                         |          |
| Deathlok             |                         |          |
| Doctor Voodoo        |                         |          |
| Howard the Duck      |                         |          |
| Moon Knight          |                         |          |
| Punisher             |                         |          |
| Slapstick            |                         |          |
| Wiccan               |                         |          |

## Personajes de Capcom

### Jugables
El roster de personajes ha cambiado mucho a lo largo de la franquicia, siendo Ryu y Chun-Li los únicos constantes entre más de 40 personajes distintos. Sólo Ken, Zangief, Morrigan y pocos más han llegado a aparecer en hasta tres entregas de la saga.
| Nombre                     | Origen                                              | XvSF | MSHvSF       | MvC | MvC2         | MvC3 | UMvC3 | MvCI |
| -------------------------- | --------------------------------------------------- | ---- | ------------ | --- | ------------ | ---- | ----- | ---- |
| Ryu                        | Street Fighter                                      | Sí   | Sí           | Sí  | Sí           | Sí   | Sí    | Sí   |
| Ken                        | Street Fighter                                      | Sí   | Sí           | 7   | Sí           | No   | No    | No   |
| Phoenix Wright             | Ace Attorney                                        | No   | No           | No  | No           | 7    | Sí    | No   |
| Nathan Spencer             | Bionic Commando                                     | No   | No           | No  | No           | Sí   | Sí    | Sí   |
| Captain Commando           | Captain Commando                                    | No   | No           | Sí  | Sí           | No   | No    | No   |
| Jin Saotome                | Cyberbots                                           | No   | No           | Sí  | Sí           | No   | No    | No   |
| Anakaris                   | Darkstalkers                                        | No   | No           | No  | Sí           | No   | No    | No   |
| Baby Bonnie Hood (Bulleta) | Darkstalkers 3                                      | No   | No           | No  | Sí           | No   | No    | No   |
| Felicia                    | Darkstalkers                                        | No   | No           | No  | Sí           | Sí   | Sí    | No   |
| Hsien-Ko                   | Darkstalkers 2                                      | No   | No           | No  | No           | Sí   | Sí    | No   |
| Jedah Dohma                | Darkstalkers Vampire Savior                         | No   | No           | No  | No           | No   | No    | Sí   |
| Morrigan Aensland          | Darkstalkers                                        | No   | No           | Sí  | Sí           | Sí   | Sí    | Sí   |
| Frank West                 | Dead Rising                                         | No   | No           | No  | No           | No   | Sí    | Sí   |
| Dante                      | Devil May Cry                                       | No   | No           | No  | No           | Sí   | Sí    | Sí   |
| Trish                      | Devil May Cry                                       | No   | No           | No  | No           | Sí   | Sí    | No   |
| Vergil                     | Devil May Cry                                       | No   | No           | No  | No           | No   | Sí    | No   |
| Mike Haggar                | Final Fight                                         | No   | No           | No  | No           | Sí   | Sí    | Sí   |
| Arthur                     | Ghosts & Goblins                                    | No   | No           | 4   | No           | Sí   | Sí    | Sí   |
| Firebrand                  | Ghosts & Goblins                                    | No   | No           | No  | No           | No   | Sí    | Sí   |
| Megaman                    | Megaman                                             | No   | No           | Sí  | Sí           | No   | No    | No   |
| Megaman X                  | Megaman X                                           | No   | No           | No  | No           | No   | No    | Sí   |
| Monster Hunter             | Monster Hunter                                      | No   | No           | No  | No           | No   | No    | 6    |
| Roll                       | Megaman                                             | No   | No           | Sí  | Sí           | No   | No    | No   |
| Tron Bonne                 | Megaman Legends                                     | No   | No           | No  | Sí           | Sí   | Sí    | No   |
| Sigma                      | Megaman X                                           | No   | No           | No  | No           | No   | No    | 6    |
| Zero                       | Megaman X                                           | No   | No           | No  | No           | Sí   | Sí    | Sí   |
| Amaterasu                  | Okami                                               | No   | No           | No  | No           | Sí   | Sí    | No   |
| Jill Valentine             | Resident Evil                                       | No   | No           | No  | Sí           | 6    | 6     | No   |
| Albert Wesker              | Resident Evil                                       | No   | No           | No  | No           | Sí   | Sí    | No   |
| Chris Redfield             | Resident Evil                                       | No   | No           | No  | No           | Sí   | Sí    | Sí   |
| Nemesis                    | Resident Evil                                       | No   | No           | No  | No           | No   | Sí    | Sí   |
| Hayato                     | Star Gladiator                                      | No   | No           | No  | Sí           | No   | No    | No   |
| Akuma                      | Super Street Fighter II Turbo                       | Sí   | Sí           | No  | Sí           | Sí   | Sí    | No   |
| Cammy                      | Super Street Fighter II                             | Sí   | No           | No  | Sí           | No   | No    | No   |
| Charlie                    | Street Fighter Alpha                                | Sí   | 1            | No  | Sí           | No   | No    | No   |
| Chun-Li                    | Street Fighter II                                   | Sí   | Sí           | Sí  | Sí           | Sí   | Sí    | Sí   |
| Crimson Viper              | Street Fighter IV                                   | No   | No           | No  | No           | Sí   | Sí    | No   |
| Dan                        | Street Fighter Alpha                                | 7    | Sí           | No  | Sí           | No   | No    | No   |
| Sakura                     | Street Fighter Alpha                                | 7    | Sí           | No  | Sí           | No   | No    | No   |
| Dhalsim                    | Street Fighter II                                   | Sí   | Sí           | No  | Sí           | No   | No    | No   |
| Guile                      | Street Fighter II                                   | 7    | No           | No  | Sí           | No   | No    | No   |
| M. Bison                   | Street Fighter II                                   | Sí   | Sí           | 7   | Sí           | No   | No    | No   |
| Zangief                    | Street Fighter II                                   | Sí   | Sí           | Sí  | Sí           | No   | No    | No   |
| Strider Hiryu              | Strider                                             | No   | No           | Sí  | Sí           | No   | Sí    | Sí   |
| Joe                        | Viewtiful Joe                                       | No   | No           | No  | No           | Sí   | Sí    | No   |
| Abyss                      | Personaje Creado Solamente Para Marvel vs. Capcom 2 | No   | No           | No  | (Jefe final) | No   | No    | No   |
| Amingo                     | Personaje Original                                  | No   | No           | No  | Sí           | No   | No    | No   |
| Ruby Heart                 | Personaje Original                                  | No   | No           | No  | Sí           | No   | No    | No   |
| Sonson                     | Personaje Original                                  | No   | No           | No  | Sí           | No   | No    | No   |
| Cyber-Akuma                | Version Robótica de Akuma                           | No   | (Jefe final) | No  | No           | No   | 3     | No   |
| Norimaro                   | Personaje Exclusivo de la Version Japonesa          | No   | 5            | No  | No           | No   | No    | No   |
| Dark Sakura                | Sakura                                              | No   | Sí           | No  | 2            | No   | No    | No   |
| Shadow                     | Charlie                                             | No   | Sí           | 4   | No           | No   | No    | No   |
| Mech Zangief               | Zangief                                             | No   | Sí           | 2   | 2            | No   | No    | No   |
| Shadow Lady                | Chun-Li                                             | No   | No           | Sí  | No           | No   | No    | No   |

Notas
- 1. Aquí se le conoce como Shadow, es un personaje secreto.
- 2. Puede transformarse por medio de barras de poder en caso de Zangief (1 barra de Poder), Sakura (3 barras de poder).
- 3. Aparece únicamente como un traje alternativo descargable de Akuma.
- 4. Aparece únicamente como un personaje ayudante.
- 5. Es jugable únicamente en la versión japonesa de arcades y consolas.
- 6. Es un personaje descargable.
- 7. Aparece únicamente como cameo de fondo de un escenario o final de algún personaje.

| Nombre          | Origen                         | Cantidad de ataques |
| --------------- | ------------------------------ | ------------------- |
| Unknown Soldier | Forgotten Worlds               | 4                   |
| Lou             | Three Wonders                  | 8                   |
| Saki            | Quiz Nanairo Dreams            | 7                   |
| Ton-Pooh        | Strider                        | 9                   |
| Devilot         | Cyberbots                      | 5                   |
| Anita           | Darkstalkers                   | 5                   |
| Pure & Fur      | Capcom World 2: Adventure Quiz | 5                   |
| Michelle Heart  | Legendary Wings                | 6                   |

| Nombre                     | Origen             | Cameo en |
| -------------------------- | ------------------ | -------- |
| Baby Commando              | Captain Commando   | MvC      |
| Lord Raptor (Zabel Zarock) | Darkstalkers       | MvC      |
| Poison                     | Final Fight        | MvC3     |
| Dr. Light                  | Megaman            | MvC      |
| Rush                       | Megaman            | MvC      |
| Protoman                   | Megaman            | MvC3     |
| Sagat                      | Street Fighter II  | XvSF     |
| Blanka                     | Street Fighter II  | MSHvSF   |
| Vega                       | Street Fighter II  | XvSF     |
| Eliza                      | Street Fighter II  | XvSF     |
| Sean                       | Street Fighter III | MvC      |
| Tessa                      | Red Earth          | MvC3     |

## Curiosidades
- La asociación entre Marvel y Capcom comenzó con el juego de arcade de 1993, llamado The Punisher, muy similar al juego de Capcom, Final Fight.

- Existen dos videojuegos side-scrolling hechos por Capcom, uno es X-Men: Mutant Apocalypse y Marvel Super Heroes: War of the Gems, que son versiones de aventura de X-Men: Children of the Atom y Marvel Super Heroes, respectivamente.

- Ryu y Chun-Li, son los únicos personajes que han llegado a salir en todos los crossovers, desde el primero que fue X-Men vs. Street Fighter hasta Marvel vs. Capcom: Infinite. Wolverine es el que les sigue; sin embargo, no formó parte de personajes jugables de Marvel vs. Capcom: Infinite, lo mismo pasa con Hulk, Spider-Man y Capitán América, quienes no aparecieron por primera vez en X-Men vs. Street Fighter, sino en Marvel Super Heroes vs. Street Fighter, todos ellos son los personajes de Marvel con mayor aparición. Zangief es otro personaje en haber aparecido en 4 títulos seguidos, sin embargo, no apareció en Marvel vs. Capcom 3: Fate of Two Worlds y Ultimate Marvel vs. Capcom 3, Iron Man, por otra parte, es lo contrario, apareció en 4 títulos seguidos, pero su primera aparición es en Marvel vs. Capcom 2: New Age of Heroes.

- Akuma y Anita son los únicos personajes que hicieron su aparición antes de un crossover entre Marvel y Capcom, en X-Men: Children of the Atom y Marvel Super Heroes, respectivamente.

- Todos los jefes finales de la serie siempre han sido de gran tamaño, a excepción de Cyber-Akuma, "Abyss" en su segunda forma de Alien y Ultron Sigma.

- El líder por parte de Marvel ha ido variando en cada juego de la serie. En X-Men vs. Street Fighter es Cyclops; en Marvel Super Heroes vs. Street Fighter es Capitán América, en Marvel vs. Capcom: Clash of Super Heroes es Spider-Man; en Marvel vs. Capcom 2: New Age of Heroes es Cable; en Marvel vs. Capcom 3: Fate of Two Worlds, "Ultimate" y Marvel vs. Capcom Origins, es Wolverine; en Marvel vs. Capcom: Infinite es Iron Man. En el caso de Capcom, el líder ha sido Ryu en todos los juegos, salvo en Marvel vs. Capcom 2: New Age of Heroes donde fue Ruby Heart.

- Todos los personajes ocultos del primer Marvel vs. Capcom, son versiones alternativas de algunos personajes iniciales del juego y se desbloquean terminando el juego con una versión alternativa. Las únicas diferencias que tienen con respecto a los originales son la adición de algunos ataques nuevos y una característica especial, como mayor velocidad a cambio de menor poder. Ninguno de estos personajes fue incluido en Marvel vs. Capcom 2: New Age of Heroes.

- La batalla final contra Galactus en Marvel vs. Capcom 3: Fate of Two Worlds es muy similar a la batalla contra Apocalypse en X-Men vs. Street Fighter y Marvel Super Heroes vs. Street Fighter.

- El hypercombo de Hawkeye que convoca a Ant-Man, hace referencia a una portada de la saga de cómics, The Avengers.

- Es la primera vez que un juego de crossover de Marvel vs. Capcom llega a tener una versión actualizada, tal caso es el de Ultimate Marvel vs. Capcom 3, que es otra visión de Marvel vs. Capcom 3: Fate of Two Worlds.

- En Marvel vs. Capcom 3: Fate of Two Worlds, el tema de la pantalla de selección de personaje, es el remix del tema de Marvel vs. Capcom 2: New Age of Heroes.

- Capcom hizo una encuesta a los fanes sobre qué personajes preferirían ver en Marvel vs. Capcom 3: Fate of Two Worlds y los ganadores fueron Mega Man X y Venom, quienes no aparecieron en el juego, sin embargo, si aparecen en Marvel vs. Capcom: Infinite.

- El juego con mayor cantidad de personajes es Marvel vs. Capcom 2: New Age of Heroes, con 56 personajes completamente jugables.

- "Abyss" es el único jefe final de la saga que no es jugable.

- En Marvel vs. Capcom 3: Fate of Two Worlds y su versión "Ultimate", Deadpool, cumpliendo con su característica de romper la llamada "cuarta pared", en su hypercombo, golpea a su enemigo con las barras de vida y de energía.

- Marvel vs. Capcom: Infinite, es el único juego en la saga que cuenta con un modo historia y el segundo en tener un final único, siendo el primero, Marvel vs. Capcom 2: New Age of Heroes.

- Mech Gouki (Marvel Super Heroes vs. Street Fighter), Abyss (Marvel vs. Capcom 2: New Age of Heroes) y Ultron-Sigma (Marvel vs. Capcom: Infinite) son jefes exclusivos de la saga. El último siendo el primer personaje amalgama entre las dos compañías.

- Ultron-Sigma es la contraparte de Dark Kahn de Mortal Kombat vs. DCU, al compartir ciertas características.

- Marvel vs. Capcom: Infinite es el primer juego de la franquicia en no incluir a personajes de los X-Men y los 4 Fantásticos.
- Marvel vs. Capcom: Fighting Collection es el primer videojuego de la saga "VERSUS"  de Marvel y Capcom en salir en una plataforma de Nintendo.